# Himenolepíase

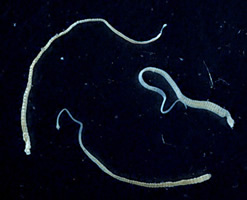
Hymenolepis nana é uma espécie de tênia que mede de 15 a 40 mm.

A Himenolepíase É uma infecção causada pelo Hymenolepis nana.um Verme da classe Cestoda,que Infecta seres humanos e roedores.
O Ciclo da infecção
O primeiro estagio de Infectar o ser humano É atravez de ingestão de ovos nas fezes.Mas,antes disso,Um inseto ingere o ovo nas fezes.depois,O Cisticercoide se desenvolve no Inseto.depois,Os humanos e roedores são  Infectados ao ingerir o Cisticercoide no Artrópode,Depois,O ovo Embrionado É ingerido pelos humanos Ao ingerir  agua,alimentos contaminados.Depois,A oconsfera se racha na Mucosa Instestinal,depois a larva se transforma no adulto,e por ultimo, as  proglotes saem junto com as fezes no meio ambiente e os roedores ingere,a progotide,fechando o circulo.
Diagnóstico
É feito através da identificação microscópica dos ovos nas fezes. Sendo às vezes necessário repetir o exame para fechar o diagnóstico.
Tratamento
O tratamento é eficaz com os medicamentos praziquantel, Teniacid ou niclosamida.
Ver Tambem:
Cestode
Verminoe
Platelmintos
Referencias
https://commons.wikimedia.org/wiki/Category:Hymenolepis_nana_life_cycle